# Килмадин
Килмадин (англ. Kilmeaden; ирл. Chill Mhíodáin, Килль-Мидань) — деревня в Ирландии, находится в графстве Уотерфорд (провинция Манстер) у трассы N25 (точнее, у региональной дороги R680, позднее включённой в состав национальной трассы).